# 卡皮奧馬 (堪薩斯州)
卡皮奧馬（英語：Capioma）是位於美國堪薩斯州尼馬哈縣的一個非建制地區。

## 地理
卡皮奧馬所處的海拔為高於海平面396米（即1300英呎），而該地所採用的時區為UTC-6，即北美中部時區（CST）。同時該地設有夏令時間，為UTC-6調快一小時，即UTC-5（CDT）。